# B'z
I B'z (ビーズ?, Bīzu, AFI: /Biːz/) sono un duo j-rock giapponese, composto dal chitarrista, compositore e produttore Takahiro "Tak" Matsumoto e dal paroliere e cantante Koshi Inaba. È uno dei gruppi di maggior successo del Giappone, dove hanno venduto più di 79 milioni di copie tra album, raccolte e singoli. È anche l'unico gruppo asiatico ad avere le proprie impronte nella Hollywood's Rock Walk, alla quale sono stati iniziati nel novembre 2007 sotto raccomandazione di Steve Vai.

## Storia del gruppo

### Formazione e debutto (1988-1990)
A partire dal 1987, Tak Matsumoto lavora come chitarrista durante le registrazioni e i live di importanti artisti come Mari Hamada e T.M.Revolution. Desiderando però creare una propria band per esprimere al meglio la propria creatività, nella primavera del 1988, mentre ultimava il suo primo album solista Thousand Wawe, inizia la ricerca degli altri membri. La sua casa discografica, la Being Giza gli procura diversi demo di cantanti e musicisti; Matsumoto rimane particolarmente colpito dalla voce di uno sconosciuto cantante, Kōshi Inaba, e dopo un breve provino decide di accettarlo come membro della band.
I B'z debuttano il 21 settembre 1988, con la pubblicazione in contemporanea del singolo Dakara sono te o hanashite e dell'album omonimo B'z. La musica era un prodotto del suo tempo, con sintetizzatore e sampler che si dividevano con la chitarra. Si trattava di un sound sperimentale, molto diverso dal loro rock odierno. Né il singolo né l'album, tuttavia, raggiungono il successo sperato, e non riescono ad entrare nella classifica Oricon.
A differenza di molte band giapponesi, che iniziavano a suonare dal vivo subito dopo il debutto, i B'z decidono di concentrarsi sul loro prossimo progetto, e di lasciare i concerti per quando avessero avuto abbastanza materiale per suonare per almeno un'ora e mezza.
Il loro secondo album, OFF THE LOCK, usce il 21 maggio 1989, anche questo in contemporanea a un singolo, Kimi no naka de odoritai. L'album riceve un'accoglienza migliore da parte del pubblico rispetto al suo predecessore, ma non riesce comunque ad entrare nella classifica Oricon. Nel giugno seguente il duo si esibisce in tre date a Nagoya, Osaka e Tokyo nel corso del tour LIVE GYM #00 "OFF THE LOCK". La definizione 'LIVE GYM' si sarebbe in seguito applicata a tutti i loro tour.
Nell'intraprendere il progetto dei B'z, Matsumoto si era riproposto di affermarsi sul mercato discografico al massimo entro il terzo disco. Se non avessero avuto abbastanza successo, avrebbe sciolto la band - e il tempo a loro disposizione si stava esaurendo.
Il 21 ottobre 1989 i B'z pubblicano un mini-album, BAD COMMUNICATION. Il brano omonimo, un misto di hard rock e dance music, era stato fornito alle radio in forma ridotta (la traccia originale dura 7'25") per promuovere il disco. Tramite questo canale di diffusione, la canzone conosce un successo inaspettato, e il mini-album vende oltre un milione di copie, rimanendo nella classifica Oricon per 163 settimane. Nello stesso periodo si svolge il loro primo tour nazionale, che registra il tutto esaurito nelle 16 tappe.
Un'altra pubblicazione in contemporanea fu quella dell'album BREAK THROUGH e del singolo LADY-GO-ROUND, il 21 febbraio 1990, alle quali fece seguito un nuovo tour.
La pubblicazione più importante di quel periodo fu probabilmente il singolo Taiyō no KOMACHI ANGEL, che fu il primo a scalare la Oricon fino al #1, obbiettivo raggiunto da tutti gli altri singoli pubblicati da quel momento in poi. Un secondo mini-album, WICKED BEAT, uscì il 21 giugno, ma a differenza di BREAK THROUGH non venne molto pubblicizzato in quanto il duo era tornato in studio per registrare il suo quarto album, RISKY, che uscì il 7 novembre di quello stesso anno, piazzandosi al #1 delle classifiche e guadagnando un disco di platino. Come per i singoli, tutti gli album successivi esordirono al primo posto nelle classifiche, un primato che al momento è ancora imbattuto. In novembre ebbe anche inizio il tour B'z LIVE-GYM '90～'91 ”RISKY”, che si protrasse fino al febbraio successivo per un totale di 49 date. Il 16 dicembre uscì anche quello che tuttora è la loro unica raccolta di video musicali, FILM RISKY, girato a New York e Londra tra luglio e agosto.

### Verso l'hard rock (1991-1992)
Il 27 marzo esce il singolo LADY NAVIGATION; la b-side, Pleasure '91 -jinsei no kairaku-, darà il nome al lungo tour estivo che si terrà quello stesso anno, il B'z LIVE-GYM ”Pleasure'91”. Da quel momento in poi, tutti i tour non legati alla promozione di un album avranno la denominazione di Pleasure. L'11 dicembre uscirà il loro primo video live, JUST ANOTHER LIFE, che documenta questo tour.
IN THE LIFE, il quinto album, esce il 27 novembre, preceduto dal singolo ALONE. Il disco si distacca dal loro precedente sound elettronico per abbracciare un sound più rock. Per promuovere l'album la band si imbarcò nel tour B'z LIVE-GYM '91～'92 ”IN THE LIFE”, che con 66 date durò fino all'aprile dell'anno successivo.
Dopo un breve tour estivo, il 28 ottobre uscì il sesto album RUN, che si dimostrò essere più orientato al rock del suo predecessore.
Un altro mini-album FRIENDS, uscì il 12 dicembre. Si tratta di un lavoro completamente diverso dai precedenti, una sorta di concept album in cui si illustrano le fasi di una storia d'amore.

### Il periodo blues (1993-1994)
Nel corso del 1993 i B'z si concentrarono principalmente sulle esibizioni dal vivo e sulla registrazione del loro settimo album, pubblicando solo due singoli. Uno di questi, Ai no mama ni wagamama ni boku wa kimi dake o kizutsukenai, uscito il 17 marzo, è tuttora il loro singolo di maggior successo, con più di due milioni di copie vendute.
Il B'z LIVE-GYM '93 ”RUN” si protrasse da gennaio a giugno, per un totale di 49 date. La stessa estate tennero il loro primo concerto all'aperto, nel parco di Nagisaen, nella prefettura di Shizuoka. L'evento, denominato B'z LIVE-GYM Pleasure'93 ”JAP THE RIPPER” richiamò oltre 100.000 persone nelle due date (31 luglio e 1º agosto), e sarà in seguito documentato dal video LIVE RIPPER, uscito l'8 dicembre dello stesso anno.
Il 9 febbraio 1994 prendeva il via il B'z LIVE-GYM '94 "The 9th Blues", il loro tour più impegnativo fino a quel momento, tanto da essere diviso in due parti, per un totale di 87 date durante il corso di tutto l'anno. Lo stesso giorno usciva il singolo Don't Leave Me, che preannunciava l'uscita dell'album a cui il tour era dedicato, The 7th Blues.
Il titolo del doppio cd deriva non solo dal fatto che si trattava del loro settimo lavoro, ma anche dall'accordo di settima, frequentemente usato nel blues. L'album, presentando melodie più mature, era stato pensato espressamente per "ripulire" il fandom, in modo che li seguissero solo chi era veramente interessato alla loro musica e non al "fenomeno" B'z.

### La svolta pop (1995-1998)
Nel corso del 1995, i B'z pubblicarono tre singoli, Negai, love me, I love you e LOVE PHANTOM, in seguito raccolti nell'album LOOSE, uscito il 22 novembre. Il disco combinava il rock con un sound pop, creando una bilanciata armonia di suoni. Complessivamente, LOOSE vendette più di tre milioni di copie, ed è tuttora il loro album studio di maggior successo.
Per promuovere l'album, la band s'imbarco nel tour B'z LIVE-GYM '96 ”Spirit LOOSE”, con 44 date di 21 diverse località. Nel corso del 1996 il duo pubblicò soltanto due singoli, il doppio A-side Mienai chikara ~INVISIBLE ONE~/MOVE e Real Thing Shakes, oltre al mini album FRIENDS II, un sofisticato esempio di rock.
Il 1997 si aprì con il lancio del singolo FIREBALL, il 5 marzo. Il 10 di quello stesso mese prese il via anche il tour B'z LIVE-GYM Pleasure'97 ”FIREBALL”, con 9 date in 5 diverse città, che registrò un tutto esaurito.
SURVIVE, il loro nono album, uscì il 19 novembre, raccogliendo oltre a FIREBALL, anche i singoli Calling e Liar! Liar!. Il tour promozionale, il B'z LIVE-GYM '98 ”SURVIVE” sarebbe iniziato il 24 gennaio successivo.
Nel 1998 si registrava anche il decimo anniversario dal debutto del gruppo, celebrato dalla raccolta B'z The Best "Pleasure" lanciata il 20 maggio e preceduta dal singolo Samayoeru aoi dangan l'8 aprile. Nonostante le iniziali perplessità del gruppo, che riteneva le raccolte qualcosa per gruppi ormai finiti, l'album ebbe un enorme successo. La prima tiratura vendette più di qualunque altro disco nella storia della Oricon, e con vendite complessive di oltre 5 milioni di copie, fece sì che i B'z sorpassassero i 50 milioni di copie vendute. Furono i primi a raggiungere questo record dalla creazione della classifica Oricon.
Una seconda raccolta, B'z The Best "Treasure" venne pubblicata il 20 settembre. I brani contenuti furono scelti dai membri del fanclub tramite sondaggio. Questi infatti tramite cartolina poterono indicare i tre brani da loro preferiti, e i primi 14 classificati (esclusi ovviamente quelli già inseriti nella precedente raccolta) entrarono a far parte del disco. Il brano più votato risultò essere Koi-gokoro, b-side del singolo ZERO del 1992.

### Attività recenti
Nella prima metà del 1999 registrarono tra Tokyo, Osaka e Los Angeles materiale per il loro decimo album, Brotherhood, e il singolo che lo anticipava, Girigiri chop. Il 9 luglio ebbe inizio il tour promozionale, B'z LIVE-GYM '99 ”Brotherhood”, mentre l'album sarebbe uscito la settimana successiva, il 14. Il 28 e 29 agosto suonarono al Nissan Stadium di Yokohama. Erano i primi concerti mai tenuti in quello stadio, e per l'occasione si radunarono 140.000 persone nei due giorni. L'evento sarà immortalato nel video live once upon a time in Yokohama, che sarebbe uscito quasi un anno dopo, l'8 agosto del 2000. L'8 dicembre uscì invece un documentario, The true meaning of "Brotherhood"?, che riassumeva le fasi della registrazione dell'album e le varie tappe del tour.
L'anno 2000 fu ricco di uscite per il gruppo. Il 23 febbraio uscì B'z The "Mixture", un album che presentava perlopiù b-sides e brani ormai datati, rivisitati in una chiave più fresca. L'album, solo in Giappone, vendette 1 milione di copie, divenendo così uno degli album di remix più venduti nel mondo. Nel corso dell'anno uscirono ben 4 singoli: Kon'ya tsuki no mieru oka ni, May, juice e RING, che saranno poi raccolti nell'album ELEVEN, uscito il 6 dicembre.
Il tour B'z LIVE-GYM 2001 "ELEVEN" iniziò il 24 febbraio 2001. Molti dei concerti si svolsero in sale e auditorium piuttosto piccoli, rendendoli, di fatto, accessibili solo ai membri del fanclub che di norma hanno diritto di prelazione per questo tipo di eventi.
Al termine del tour nazionale in agosto, il gruppo si recò a Taipei e Hong Kong per i primi concerti oltreoceano, al fine di promuovere i loro dischi che erano stati ufficialmente pubblicati in quei paesi nel corso dell'anno.
Le uniche due uscite discografiche dell'anno furono i due singoli ultra soul e GOLD, entrambe utilizzate come inni durante i campionati del Mondo di nuoto di Fukuoka.
Per il resto dell'anno e l'inizio del successivo il gruppo si concentrò sulla creazione di nuovo materiale. Le registrazioni si conclusero in maggio, e il 5 giugno usciva il singolo Atsuki hodō no hate, che anticipava di un mese l'album GREEN.
In occasione dei Mondiali di calcio in Giappone e Corea, il 26 giugno i B'z divisero il palco del Tokyo Stadium con gli Aerosmith, concludendo l'esibizione con una inedita performance della hit Train Kept A-Rollin'.
Subito dopo l'uscita di GREEN, la band iniziò un tour promozionale, che si concluse a settembre. Seguì il loro primo tour statunitense, il B'z LIVE-GYM 2002 "Rock n' California Roll", di due sole date a San Diego (22 settembre) e Los Angeles (24 settembre). Il 27 novembre sarebbe uscito il dvd live di entrambi i tour, a BEAUTIFUL REEL..
Infine, la prima raccolta di ballate, The Ballads ～Love & B'z～, uscì l'11 dicembre.
Nel 2003 si festeggiava il quindicesimo anniversario del gruppo, celebrato da una serie di pubblicazioni, tra cui il volume B'z ultra chronicle, che conteneva lunghe interviste ai membri, ripercorrendo la loro lunga carriera.
In occasione del lancio del singolo IT'S SHOWTIME!! il 26 marzo, venivano ripubblicati in formato 12" dieci vecchi singoli, da BE THERE a Hadashi no megami. Il risultato fu che il gruppo occupò 10 delle prime 11 posizioni della classifica Oricon, un record a tutt'oggi imbattuto.
Il 3 luglio cominciava il tour B'z LIVE-GYM 2003 The Final Pleasure ”IT'S SHOWTIME!!”, che si sarebbe concluso il 21 settembre, giorno del loro debutto, a Nagisaen, dove avevano già suonato dieci anni prima. Nonostante l'avvicinarsi di un tifone, che costrinse a tagliare la setlist, il concerto fu un successo, raccogliendo oltre 100.000 spettatori. Un video live di questo concerto, il Typhoon No.15, uscì il 25 febbraio 2004. Il titolo è dovuto all'usanza di non dare nomi ai tifoni in Giappone, ma semplicemente un numero progressivo per ogni anno, mentre il 15 si riferisce ovviamente al quindicesimo anniversario. I brani saltati durante il concerto furono reintegrati nel video attingendo alle registrazioni di date precedenti.
Come già fatto l'anno precedente, dopo la chiusura del tour nazionale il gruppo si esibì in un'altra breve tournée in nord-america.
L'album BIG MACHINE era uscito il 17 settembre, durante il corso del Final Pleasure. Il tour promozionale fu piuttosto breve e si esaurì tra novembre e dicembre.
Nel corso del 2004 i B'z si dedicarono principalmente alle registrazioni e ai loro progetti solisti, facendo uscire solo due singoli, BANZAI (5 maggio) e ARIGATO (1º settembre).
Il quattordicesimo album THE CIRCLE uscì il 6 aprile 2005, preceduto dal singolo Ai no bakudan il 9 marzo. Il tour promozionale B'z LIVE-GYM 2005 ”CIRCLE OF ROCK” si protrasse da aprile a fine settembre.
Il 1º agosto esce, per il solo iTunes store giapponese, il box digitale The Complete B'z che raccoglie la loro discografia completa più alcune tracce esclusive, perlopiù registrazioni live. Un'altra raccolta, B'z The Best "Pleasure II" esce il 30 novembre.
Nella prima metà del 2006 il gruppo pubblica tre singoli, Shōdō (25 gennaio), Yuruginai mono hitotsu (12 aprile) e SPLASH! (7 giugno). In particolare, SPLASH! esce in 4 diverse edizioni; ognuna delle tre edizioni speciali, oltre al cd con il singolo e la b-side MVP, contiene un dvd con una diversa performance live.
Tutti i singoli vengono raccolti nell'album MONSTER, pubblicato il 29 giugno. Lo stesso giorno il gruppo si esibisce a Yokosuka in uno showcase a preannunciare il tour promozionale, il B'z LIVE-GYM 2006 ”MONSTER'S GARAGE”, che inizia il 2 luglio. La tournée finisce il 29 agosto, e il gruppo ritorna in studio a registrare nuovo materiale.
Il 31 agosto 2011 parteciparono a uno secret show a Los Angeles con i Linkin Park donando il ricavato a Save the Children, un'organizzazione che aiuta la popolazione giapponese dopo lo tsunami dell'11 marzo 2011.

## Discografia

### Album in studio
- 1988 - B'z
- 1989 - Off the Lock
- 1990 - Break Through
- 1990 - Risky
- 1991 - In the Life
- 1992 - Run
- 1994 - The 7th Blues
- 1995 - Loose
- 1997 - Survive
- 1999 - Brotherhood
- 2000 - Eleven
- 2002 - Green
- 2003 - Big Machine
- 2005 - The Circle
- 2006 - Monster
- 2007 - Action
- 2009 - Magic
- 2011 - C'mon
- 2015 - Epic Day
- 2017 - Dinosaur
- 2019 - New Love

### Raccolte
- 1992 - B'z TV Style - Songless Version
- 1995 - B'z TV Style - Songless Version
- 1998 - B'z the Best - Pleasure
- 1998 - B'z The Best - Treasure
- 2000 - B'z the "Mixture"
- 2002 - The Ballads - ~Love & B'z~
- 2005 - B'z the Best - Pleasure II
- 2008 - B'z the Best - Ultra Pleasure
- 2008 - B'z the Best - Ultra Treasure
- 2013 - B'z the Best - XXV 1988-1998
- 2013 - B'z the Best - XXV 1999-2012

### EP
- 1989 - Bad Communication
- 1990 - Wicked Beat
- 1991 - Mars
- 1992 - Friends
- 1996 - Friends II
- 2012 - B'z (disponibile soltanto in download digitale)